# 蒜山高原サービスエリア
蒜山高原サービスエリア（ひるぜんこうげんサービスエリア）は、岡山県真庭市蒜山西茅部にある米子自動車道のサービスエリア。米子自動車道で唯一のサービスエリアでもある。
ウェザーニューズのサイトのライブカメラコーナーで映像を公開している。

## 道路
- E73 米子自動車道

## 施設

### 上り線（落合方面）
- 駐車場
  - トレーラー：3台
  - 大型：24台
  - 小型：52台
  - 二輪：4台

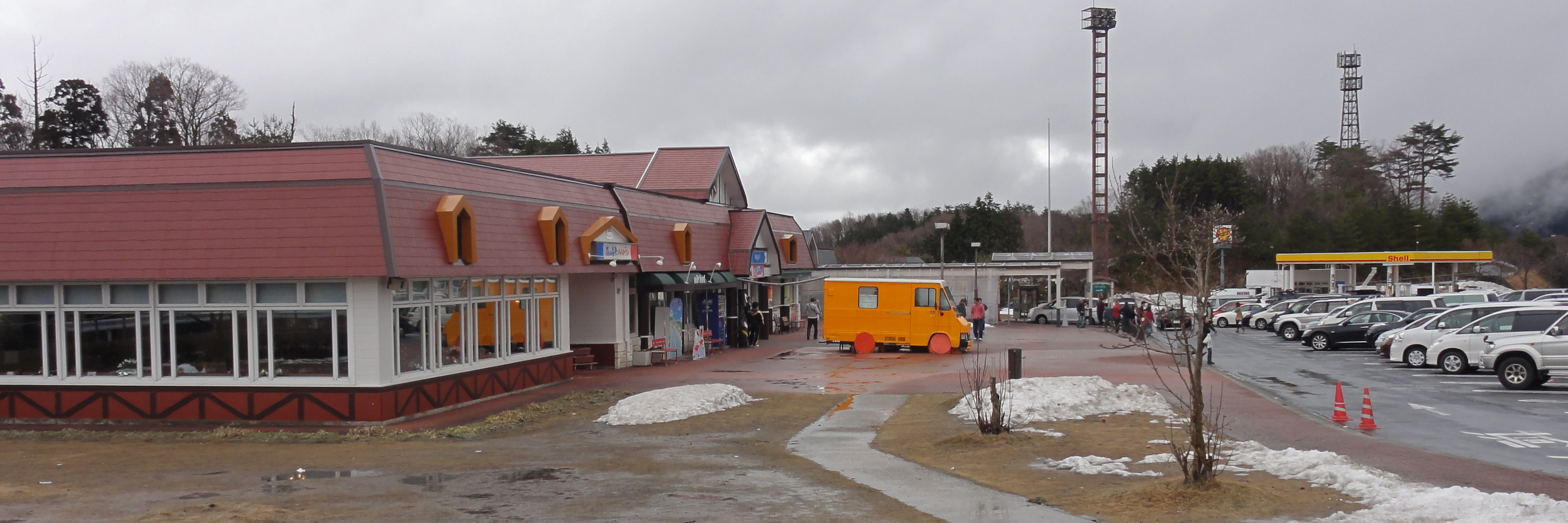
上り施設

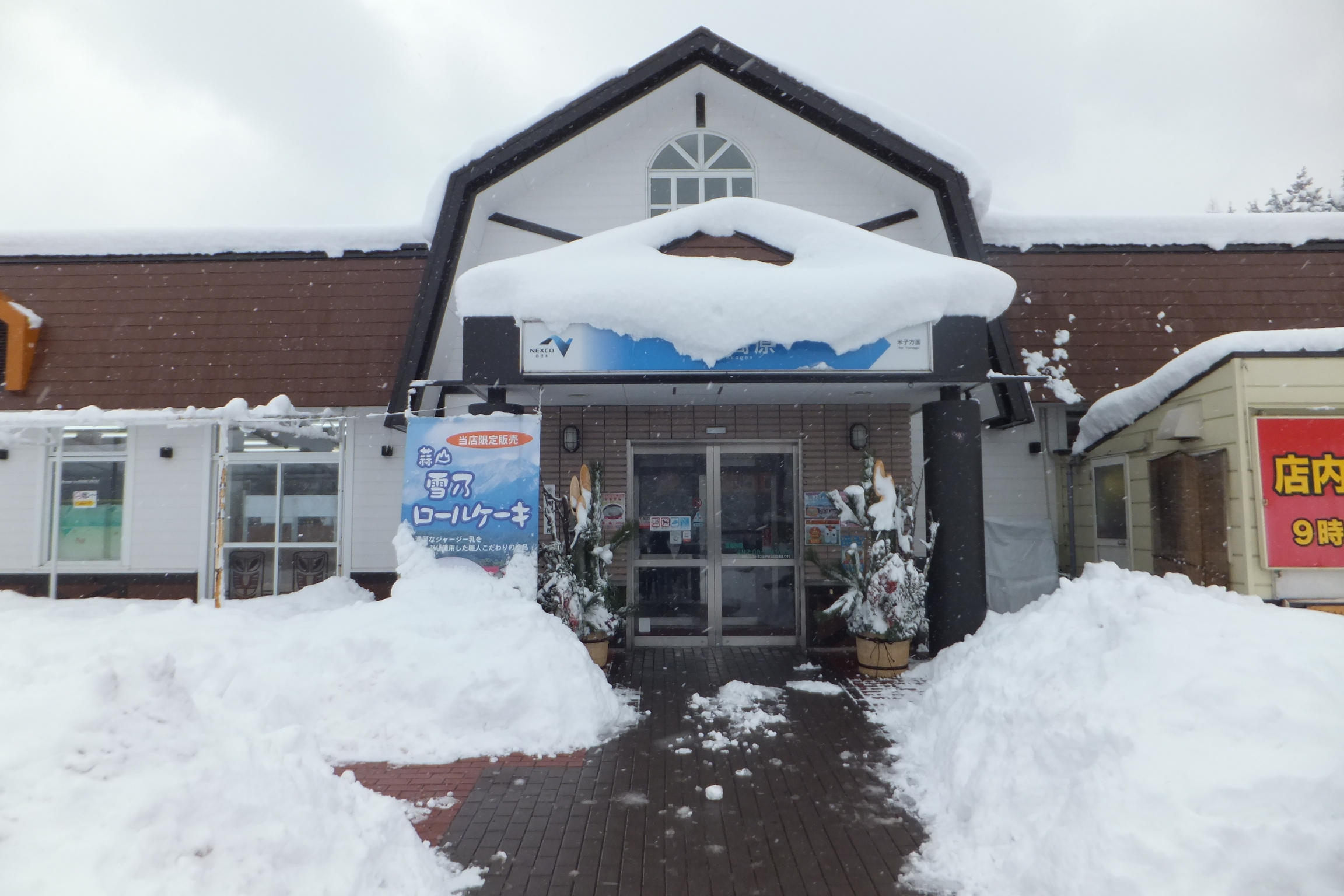
冬場は積雪する
下り施設にて

  - 車椅子用駐車場有（大型：1台・小型：1台）
- トイレ
  - 男性 大3（和式1・洋式2）・小10
  - 女性 16（和式3・洋式13）
  - 車椅子用 1
- ガソリンスタンド（出光興産（エネクスフリート）24時間）[1]
- 給電スタンド（24時間）[2]
- レストラン（三好野本店 7:00 - 21:00）
- スナック（三好野本店 7:00 - 22:00）
- ショッピング（三好野本店 7:00 - 22:00）
- 自動販売機
- 携帯電話充電器（7:00 - 22:00）
- インフォメーション・FAXサービス（9:00 - 17:00）
- ハイウェイ情報ターミナル

### 下り線（米子方面）
- 駐車場
  - トレーラー：3台
  - 大型：26台
  - 小型：45台
  - 二輪：4台
  - 車椅子用駐車場有（大型：1台・小型：1台）
- トイレ
  - 男性 大3（和式1・洋式2）・小10
  - 女性 16（和式3・洋式13）
  - 車椅子用 1
- ガソリンスタンド（ENEOS（ENEOSウイング）7:00 - 20:00）[3][4]
- 給電スタンド（24時間）[2]
- レストラン（下津井電鉄 7:00 - 21:00）
- スナック（下津井電鉄 7:00 - 22:00）
- ショッピング（下津井電鉄 7:00 - 22:00）
  - 金持神社コーナー
- 自動販売機
- 携帯電話充電器（7:00 - 22:00）
- インフォメーション・FAXサービス（9:00 - 17:00）
- ハイウェイ情報ターミナル

## 周辺
- 蒜山高原

## 隣
E73 米子自動車道
(2) 湯原IC/BS - 二川BS - 蒜山高原SA - (3) 蒜山IC